# Włoska Akademia Filmowa
Włoska Akademia Filmowa (wł. Accademia del Cinema Italiano – Premi David di Donatello) – powstała w 1953 w Rzymie, ma za zadanie promocję kinematografii na terenie Włoch oraz faworyzowanie jej rozwoju we Włoszech i na świecie.

## Historia
W 1950 powstał w Rzymie Open Gate Club skupiający przedstawicieli świata kultury rodzimej i obcej. W jego środowisku zainicjowano w 1953 Komitet Sztuki i Kultury, zaś w 1954 Międzynarodowe Koło Kina (wł. Circolo Internazionale del Cinema), przemianowane następnie na Międzynarodowy Klub Kina (wł. Club Internazionale del Cinema). Stowarzyszenie po raz pierwszy w 1956 przyznało nagrody David di Donatello, wzorując się na amerykańskich Oscarach. Od 2007 Włoska Akademia Filmowa, na wzór innych akademii narodowych w Europie, posiada ciało zarządzające, zaś od 2009 dożywotnim prezesem honorowym wybrany został krytyk filmowy Gian Luigi Rondi.